# Kemppaanjärvi
Kemppaanjärvi är en sjö i Finland. Den ligger i kommunen Hyrynsalmi i landskapet Kajanaland, i den centrala delen av landet, 500 km norr om huvudstaden Helsingfors. Kemppaanjärvi ligger 190 meter över havet. Arean är 20,2 hektar och strandlinjen är 2,8 kilometer lång. Sjön  ingår i Uleälvens huvudavrinningsområde. 